# Велики поток
Велики поток је водени ток на Фрушкој гори, лева је притока Саве, дужине 31,3km, површине слива 153,7 km², извире испод Змајевца (457 м.н.в.)
У изворишном делу притиче му неколико слабијих потока које дренирају јужне падине Фрушке горе. Текући ка југу протиче кроз насеље Врдник. Низводно од насеља Павловци је каналисан и тече под називом Кудош ка Руми, а код Јарка се улива у Саву. Амплитуде протицаја крећу се од 3,5 л/с до 7,5m³/с. Низводно од Руме је повремени ток и често је ван класе јер прима индустријске отпадне воде у Руми.
Североисточно од Павловаца преграђен је браном иза које хидроакумулација Кудош (Павловачко језеро). Дуж горње половине тока налази се пут који спаја Змајевац, Врдник и Ириг. Средњи део тока прати пут који спаја Врдник, Павловце и Руму, док доњи део тока припада систему канала јужног Срема. Исти назив носе и десна саставница Раковачког потока и лева саставница језера Ровача.